# San Martín Hidalgo
San Martín Hidalgo là một đô thị thuộc bang Jalisco, México. Năm 2005, dân số của đô thị này là 24127 người.